# Jerry Ahern
Jerry Ahern (născut Jerome Morrell Ahern; n. 23 iunie 1946, Chicago, Illinois, SUA – d. 24 iulie 2012, Jefferson⁠(d), Georgia, SUA) a fost un autor american de literatură științifico-fantastică și de acțiune cel mai cunoscut pentru seria sa de romane pulp post-apocaliptice de supraviețuire The Survivalist.
Cărțile din această serie sunt pline cu descrieri ale armelor pe care protagoniștii le utilizează pentru a supraviețui în perioada pre-apocaliptică.

## Lucrări
The Survivalist
1. Total War (1981)
2. The Nightmare Begins (1981)
3. The Quest (1981)
4. The Doomsayer (1981)
5. The Web (1983)
6. The Savage Horde (1983)
7. The Prophet (1984)
8. The End Is Coming (1984)
9. Earth Fire (1984)
10. The Awakening (1984)
11. The Reprisal (1985)
12. The Rebellion (1985)
13. Pursuit (1986)
14. The Terror (1986)
15. Overlord (1987)
16. The Arsenal (1987)
17. The Ordeal (1988)
18. The Struggle (1989)
19. Final Rain (1989)
20. Firestorm (1989)
21. To End All War (1990)
22. Brutal Conquest (1991)
23. Call To Battle (1992)
24. Blood Assassins (1992)
25. War Mountain (1993)
26. Countdown (1993)
27. Death Watch (1993)

- Mid-Wake (1988)
- The Legend (1990)

Takers
- The Takers (1984) (cu Sharon Ahern)
- River of Gold (1985)
- Summon the Demon (2001) (cu Sharon Ahern)

Defender
1. The Battle Begins (1988)
2. The Killing Wedge (1988)
3. Out of Control (1988)
4. Decision Time (1988)
5. Entrapment (1989)
6. Escape (1989)
7. Vengeance (1989)
8. Justice Denied (1989)
9. Deathgrip (1989)
10. The Good Fight (1990)
11. The Challenge (1990)
12. No Survivors (1990)

Surgical Strike
1. Surgical Strike (1988)
2. Assault on the Empress (1988)
3. Infiltrator (1990)

Alte romane
- The Freeman (1986) (cu Sharon Ahern)
- Miamigrad (1987) (cu Sharon Ahern)
- Yakusa Tattoo (1988) (cu Sharon Ahern)
- Brandywine (1989)
- WerewolveSS (1990) (cu Sharon Ahern)
- The Kamikaze Legacy (1990) (witcu h Sharon Ahern)
- The Golden Shield of the IBF (1999) (cu Sharon Ahern)
- The Illegal Man (2003) (cu Sharon Ahern)
- Written in Time (2010) (cu Sharon Ahern)

Series Contributed to
Track
1. The Ninety-Nine (1984)
2. Atrocity (1984)
3. The Hard Way (1984)
4. Armageddon Conspiracy (1984)
5. Origin of a Vendetta (1985)
6. Certain Blood (1985)
7. Master of D.E.A.T.H. (1985)
8. Revenge of the Master (1985)
9. The D.E.A.T.H. Hunters (1985)
10. Cocaine Run (1985)

Non-ficțiune
- CCW: Carrying Concealed Weapons: How to Carry Concealed Weapons and Know When Others Are (1996)
- Survive!: The Disaster, Crisis and Emergency Handbook (2010)

Povestiri scurte
- Roll Call (1993) (cu Sharon Ahern) - apărute în Antologia Confederacy of the Dead
- ...For I Have Sinned (1995) (cu Samantha Ahern și Sharon Ahern) - apărute în Antologia More Phobias